# Раевское кладбище
Ра́евское кладбище расположено в Северо-Восточном административном округе города Москвы. Площадь его составляет 2,92 га.
- Адрес: Москва, Олонецкий проезд, д. 2.
- Количество могил: около 800.

Свое название кладбище получило от бывшей деревни Раево, ранее находившейся на правом берегу реки Яузы. Издревле существовавшая в Раеве Покровская церковь была уничтожена, вероятно, в Смутное время. Будучи восстановленным в 1681—1682 годах, новый деревянный храм простоял до 1794 года, когда был разобран «за ветхостью». Церковное место отмечала принадлежавшая медведковскому приходу часовня, упоминавшаяся ещё в начале XX века. Часовня и старое Раевское кладбище показаны на картах окрестностей Москвы, составленных офицерами Военно-Топографического Депо в 1852, 1856, 1860 и 1878 годах. На топографической карте Москвы и окрестностей, составленной в 1927 году Геодезическим комитетом ВСНХ  СССР, часовня и старое Раевское кладбище уже не показаны, вероятно к этому времени они были утрачены. Сейчас на месте старого Раевского кладбища — средняя школа № 967 с дошкольным отделением (проезд Шокальского, дом 18-а).
Современное Раевское кладбище было основано в 1900 году.
Во время Великой Отечественной войны здесь, в братской могиле, захоронили бойцов восемнадцатой воздушно-десантной бригады, погибших 30 декабря 1941 года при взрыве в районе станции Лосиноостровская эшелона № 47045. Этот поезд вёз на фронт бойцов и офицеров сибирского региона. На Раевском кладбище установлены две гранитные плиты в память погибших.
В состав московских кладбищ вошло в 1960-м году. Постоянный архив по регистрации захороненных ведется с 1992 года.

## Известные люди, похороненные на кладбище
- Никита Кайманов (1907—1972) — Герой Советского Союза, полковник — захоронение является объектом культурного наследия регионального значения.
- Игорь Васильков (1964—2014) — журналист, телеведущий, радиоведущий, актёр.